# Compétition qualificative pour le Challenge européen 2014-2015
Navigation
2015-2016
La compétition qualificative pour le Challenge européen 2014-2015 oppose pour l'année 2014 quatre équipes européennes de rugby à XV. La compétition est organisée en deux matchs en aller-retour de barrage entre une équipe italienne et une équipe roumaine ou géorgienne. 

## Présentation

### Équipes en compétition[Note 1]
| - Rugby Calvisano (Eccellenza) - Rugby Rovigo | - Bucarest Wolves - Tbilissi Caucasians |

## Barrages
Les barrages se déroulent sous la forme de matchs aller/retour. 
| Équipe          | Aller   | Total   | Retour  | Équipe              |
| --------------- | ------- | ------- | ------- | ------------------- |
| Rugby Rovigo    | 22 - 18 | 46 - 39 | 24 - 21 | Tbilissi Caucasians |
| Bucarest Wolves | 18 - 13 | 28 - 26 | 10 - 13 | Rugby Calvisano     |